# Nox (Computerspiel)
Nox ist ein von Westwood Studios entwickeltes Action-Rollenspiel, das am 31. Januar 2000 für den PC erschien.

## Spielmechanik
Man steuert in diesem Spiel seinen Avatar, den man aus drei vorgegebenen Klassen auswählen kann, durch verschiedene Verliese und Oberwelten, um das Spielziel, die Rückkehr in die eigene Welt, zu erreichen. Jede der drei Klassen hat dabei unterschiedliche Wege vor sich und hat sowohl im Spiel, als auch beim Ende, verschiedene Erlebnisse, was den Wiederspielwert steigert. Der Spieler bewegt seine Figur durch eine isometrisch dargestellte Umgebung, die, als eine der ersten in Spiele dieser Art, über eine echte Sichtlinienbeschränkung verfügt. Das bedeutet, Dinge, die aus der Sicht der Spielfigur nicht sichtbar sind, werden auch dem Spieler nicht angezeigt. Die Umgebung kann zu einem Teil zudem vom Spieler beeinflusst werden, was vor allem für Puzzle genutzt wird. Neben den üblichen Bewegungsformen ist der Avatar in diesem Spiel in der Lage, einen Sprung nach vorne auszuführen.
Das Spiel bot ein für Action-Rollenspiele dieser Zeit eher seltenes Questsystem, welches dem Spieler einfache Quests im größeren Umfang anbietet, die es zu bewältigen gilt. Es treten regelmäßig NSCs auf, welche den Spieler für einen bestimmten Zeitabschnitt begleiten. Der Fähigkeiten- und Magieteil beschränkt sich größtenteils auf das Erlernen derselben und bietet wenig Entwicklungsmöglichkeit für den Charakter außerhalb seines Archetyps. Ausrüstung hingegen existiert in großer Vielfalt und wird beim Anlegen direkt am Avatar angezeigt, ein damals neues Feature in dieser Art Spiel. Im Multiplayermodus verfügen die Spieler direkt über alle Fähigkeiten (abgesehen von den für das Solospiel exklusiven), um Vorteile durch eine unterschiedliche Entwicklungsstufe auszuschließen.

## Handlung

### Allgemeines
Die Hintergrundgeschichte von Nox wird in großen Teilen durch gesprochene Passagen während der Ladebildschirme erzählt. Einige Jahrzehnte bevor Jack im Land Nox eintrifft, wollte eine Gruppe von Nekromanten die Herrschaft über das Land an sich reißen. Sie wurden allerdings vom legendären Helden Jandor mithilfe eines mächtigen Artefakts, dem "Stab des Vergessens" (Staff of Oblivion), aufgehalten. Nach dem Sieg über die Nekromanten verbannte Jandor ihre Seelen in die magische Kugel des Stabs und der Erzmagier Horvath versteckte die Kugel in einer anderen Dimension, die, wie sich später heraus stellt, unserer moderne Erde ist. Eine von Jandors letzten Handlungen in diesem Krieg war es, ein kleines Mädchen aus der Höhle der Nekromanten zu retten. Unsicher, was er mit dem Mädchen anfangen sollte, überließ er es zur Pflege in einem Dorf der Oger. Im Anschluss zerlegte er den Rest des Stabs des Vergessens und gab je eines der Teile den drei großen Fraktionen im Lande Nox: Den Feuerrittern der Festung Dün Mir übergab er die Hellebarde des Horrendous, den Zauberern von Schloss Galava das Herz von Nox und den Beschwörern des Tempels von Ix das seltsame Tier. Fortan nannte er sich der „Kapitän des Luftschiffs“ und ist so der Mentor für den Spieler während der gesamten Mission.
Das Spiel beginnt mit einer Videoszene der erwachsenen gewordenen Hecubah, dem geretteten Mädchen, die ihre Wurzeln entdeckt und sich selbst zur Königin der Nekromanten ernannt hat. Sie beschwört die Kugel zurück von der Erde, mit der sie ihre Mächte vergrößern will. Jack, in dessen Wohnung er die Kugel als Kamindekoration nutzt, wird mit in die Welt von Nox geschleudert. Er landet dabei aber zufällig auf dem Luftschiff von Jandor, wo die Reise durch das Land Nox beginnt und je nach Wahl der Charakterklasse einen anderen Verlauf nimmt. Der Spieler wird auch nach Abschluss des Spiels von Jandors Stimme ermuntert, das Spiel doch noch mit einer anderen Klasse abzuschließen.

### Die drei Pfade des Spiels
- Krieger beginnen ihre Reise bei der Festung Dün Mir. Um den Rang eines Feuerritters bekleiden zu dürfen, muss man dem Kriegsherren Horrendous beweisen würdig zu sein. Es gilt dazu Prüfungen in einem von Monster und Gefahren wimmelnden Irrgarten, genannt "The Gauntlett", zu bestehen. Nach beendeter Ausbildung schickt Horrendous den Spieler in das Dorf Ix, um den dortigen Beschwörern gegen igelartige kleine Monster beizustehen, welche die Siedlung bedrohen. Auf dem Weg zurück trifft Jack auf einige Untote. Jandor schickt den Spieler daraufhin zum Feld der Ehre, um tunnelartige Begräbnisstätten zu durchsuchen. In der nahen Krypta begegnet man zuerst Hecubah und kämpft gegen einen ihrer Handlanger und viele untote Monster. Als Jack die Krypta wieder verlässt, wird die nahe gelegene Stadt Brin gerade von einer Horde Oger angegriffen und verwüßtet. Der Spieler wird gebeten eine Gruppe von Jungfrauen aus dem Oger Dorf Grok Torr zu befreien. Im Anschluss gibt sich Jandor dem Spieler zu erkennen und trägt Jack auf den Stab des Vergessens wieder zusammen zu setzen und Hecubah damit zu besiegen. Das erste Teil ist natürlich die Hellebarde von Horrendous. So kehrt Jack nach Dün Mir zurück, welches nun von Untoten belagert wird. Er wird Zeuge als Hecubah den Kriegsherren ermordet, kann aber die Hellebarde an sich bringen und nach Schloss Galava reisen. Das Herz von Nox wird hier von den feindlich gesinnten Zauberern bewacht. Der dritte Teil des Stabes ist das seltsame Tier, welches sich in einem magischen Brunnen tief unterhalb des Tempels von Ix befindet und von mächtigen Monstern und Fallen beschützt wird. Das letzte Stück, die Kugel, befindet sich aber im Land der Nekromanten. Der einzige Zugang ist der Weg durch den düsteren Sumpf und ein Höhlensystem des Gebirges. Nachdem Jack den Stab des Vergessens zusammengesetzt hat verfolgt er Hecubah in die Unterwelt, wo er sie letztlich besiegen kann. Nach ihrem Tod wird Jack durch ein magisches Portal auf die Erde zurück versetzt.
- Beschwörer starten in der Umgebung des Dorfes von Ix. Jacks erste Aufgabe ist es seinen neuen Ausbilder Aldwyn zu finden und, ähnlich wie beim Kriegerpfad, eine Monsterhöhle auszuräuchern. Danach wird Jack losgeschickt, um die nahen Mana Minen zu untersuchen, die von Monstern überfallen worden sind, und die Bergleute zu retten. Jandor vermutet hinter dem Überfall Hecubah und schickt Jack auch auf das Feld der Ehre. Anstatt aber Jungfrauen aus dem Ogerdorf Grok Torr zu befreien, soll er das Teleportationsamulett von Horvath, dem Erzmagier, holen. Nachdem Jack die Hellebarde erhalten hat, reist auch er zum Schloss Galava. Es wird von Ogern angegriffen. Anders als beim Kriegerpfad sind die Zauberer nun aber kooperativ und am Ende opfert sich sogar Horvath, damit Jack mit dem Herzen von Nox vor Hecubah entkommen kann. Der Rest des Spieles ist fast identisch. Ist Hecubah jedoch besiegt, kann Jack ihrer Falle und den Oger-Bodyguards entkommen. Er schließt Hecubahs Seele in der magischen Kugel ein und wird von Jandor zurück zur Erde gebracht.
- Der Magierpfad beginnt logischerweise bei Schloss Galava, wo Jack vom Erzmagier Horvath unterwiesen wird. Er soll zunächst Horvaths Lehrling suchen, den er allerdings ermordet von Monstern auffindet. So wird Jack der neue Lehrling und muss im Schloss einige Aufgaben erfüllen, bis er einen Nekromanten sieht. Daraufhin bringt Jandor den Spieler zum Feld der Ehre und muss am Ende Horvath selbst aus dem Ogerdorf befreien. Im Gegensatz zu den anderen Pfaden ist der Zauberer Jack in Dün Mir nicht willkommen, sondern muss sich durchkämpfen und am Ende Horrendous töten, um die Hellebarde zu erhalten. Bei der Rückkehr ins Schloss übergibt Horvath dem Spieler aus freien Stücken das Herz von Nox, bevor er von Hecubah getötet wird. Jack wird dabei in die Unterwelt teleportiert. Nachdem er sich befreit hat, muss das seltsame Tier befreit und der dunkle Sumpf durchquert werden. Siegt man als Zauberer über Hecubah wird sie allerdings in eine unschuldige Frau verwandelt, die nichts von ihren Nekromantentaten mehr weiß. Jacks letzte Worte deuten an, dass er mit der verwandelten Hecubah im Land Nox bleiben möchte.

### Charaktere
- Jack Mower[2] ist die Hauptfigur des Spiels. Zu Beginn des Spiels lebt er mit seiner Freundin Tina auf der Erde und ihm gehört die magische Kugel. Nachdem er, die Kugel und sein Fernseher nach Nox transportiert wurden, wird er von Jandor und entweder Horrendus, Aldwyn oder Horvath ausgebildet, um der neue Held von Nox zu werden.
- Hecubah ist die selbsternannte Königin der Nekromanten und die Gegenspielerin von Jack. Ihre Herkunft ist unklar, aber Jandor findet sie als Baby im Land der Nekromanten und ließ sie in einem Ogerdorf zurück. Mit ihrer Magie bringt sie Jack und die Kugel nach Nox. Im Krieger- und Beschwörerpfad wird sie vernichtet, während Jack als Zauberer mit ihrem verwandelten Selbst eine neue Zukunft beginnt.
- Jandor, der "Kapitän des Luftschiffs", ist der legendäre Held, welcher einst die Nekromanten mit dem Stab des Vergessens besiegte. Jack begegnet ihm als exzentrischen alten Mann, der sein Mentor in dieser neuen Welt für ihn ist.
- Kriegsherr Horrendous, ist der Führer der Feuerritter der Festung Dün Mir und Beschützer der Hellebarde. Im Kriegerpfad leitet er Jack an und schickt ihn in das Dorf Ix. Er stirbt in allen Pfaden, bevor Jack die Hellebarde erhält. Entweder durch Hecubah, oder Jack selbst.
- Aldwyn der Beschwörer ist der mächtigste Beschwörer des Landes von Nox. Er leitet Jack im Beschwörerpfad an und lebt östlich des Tempels von Ix. Er ist der Bruder von Mordwyn dem Apotheker, der im düsteren Sumpf lebt.
- Erzmagier Horvath ist der oberste Zauberer von Schloss Galava, wo das Herz von Nox aufbewahrt wird. Im Kriegerpfad taucht er gar nicht auf, ist aber im Zaubererpfad sehr prominent, wo er einen anleitet und aus dem Ogerdorf gerettet werden muss.
- Morgan Lightfingers ist ein notorischer Dieb, welcher dem Spieler auf jedem Pfad begegnet. Als Zauberer muss man ihn fangen, als Krieger muss man mit ihm zusammenarbeiten, um aus dem Kerker des Schlosses zu entkommen. Dem Beschwörer verkauft er einen billigen Bogen.
- Mordwyn der Apotheker ist Aldwyns Bruder und selbst im düsteren Sumpf. Er erscheint spät im Spiel, hilft Jack aber substanziell auf seiner Mission.
- Gearhart ist der Chefingenieur von Dün Mir. Seine Meinung ist wichtig, damit Jack am Wettkampf teilnehmen kann.
- Bürgermeister Theogrin ist der feige Bürgermeister des Dorfes Ix. Er erscheint kurz im Krieger- und Beschwörerpfad, wo man ihn vor einer Spinne rettet.
- Tina ist Jacks Freundin auf der Erde, sie taucht nur im Intro und im Ende des Kriegerpfades auf.

## Geschichte
Nox wurde von Westwood Studios entwickelt und am 31. Januar 2000 von EA veröffentlicht. Ursprünglich als Multiplayerspiel konzipiert und entwickelt, wurde im späteren Entwicklungsverlauf der Soloaspekt stärker hervorgehoben.
Im August 2000 wurde von Westwood eine kostenlose Erweiterung zu Nox veröffentlicht: Nox Quest bot eine Erweiterung des Multiplayermodus um ein kooperatives Spiel (bis dahin war nur kompetitives Spiel im Multiplayer möglich) und erweiterte die mögliche Kartengröße für diese Art Multiplayerspiel stark. Laut Produzent John Hights war ein möglicher Nachfolger im Gespräch. EA entschied sich dann aber das Spiel nicht weiter zu supporten.
2011 wurde Nox in der Digitalen Distribution von gog.com wiederveröffentlicht und ist auch auf Origin erhältlich.
Seit 2013 arbeitet die Fan-Gemeinde an einem Inoffiziellen Patch, der SDL anstelle DirectX als Grafik Back-End verwendet, um die Kompatibilität zu verbessern.

## Rezeption
Das Spiel wurde seinerzeit gut aufgenommen und oft mit Diablo II verglichen, das fünf Monate später erschien. So lobte Rick Fehrenbacher beispielsweise die Entwicklung der Story, das Waffen- und Magiearsenal und die flüssige Sichtlinienbegrenzung, bemängelte aber das Fehlen eines Multiplayermodus. Trent C. Ward von IGN bezeichnete es als einen sehr erfolgreichen Diablo-Clone mit seinen drei verschiedenen Blickwinkeln auf die Story, sowie die Qualität der Grafik und des Gameplays, kritisierte aber seine Soundeffekte. Stefan „Desslock“ Janicki von GameSpot empfand einige Gameplay-Elemente als erfrischend neu, lobte Einzel- und Mehrspielermodus und beschrieb das Spiel als fordernd und unterhaltsam.